# شیخ شبان
شیخ شبان، روستایی از توابع شهرستان بن در استان چهارمحال و بختیاری است که از مراکز صنایع خاتم کاری در ایران محسوب می شود.

## مردم
مردم این روستا عمداتا از طایفه سادات می باشند.

## امامزاده سید بهاالدین محمد
این امامزاده از فرزندان موسی الکاظم میباشد ، هم چنین مهمترین زیارتگاه و سیاحتگاه این روستا به شمار می آید که مردم زیادی برای زیارت و استفاده از هوای خنک این منطقه رجوع می کنند.
محل این امامزاده در کوهستان های اطراف روستا می باشد.